# Figge Blidberg

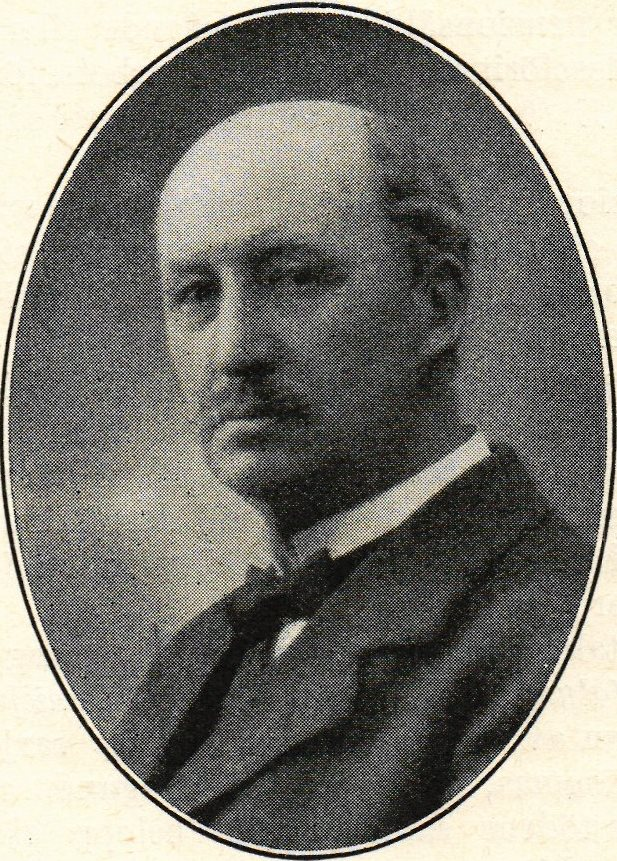
Figge Blidberg

Peter Johan Fredrik (Figge) Blidberg, född 22 oktober 1859 i Göteborgs Kristine församling i Göteborg, död i Örgryte församling där 20 maj 1929, var en svensk väg- och vattenbyggnadsingenjör.
Efter mogenhetsexamen 1877 blev Blidberg elev vid Kungliga Tekniska högskolans avdelning för väg- och vattenbyggnadskonst samma år och avlade avgångsexamen 1881. Han var elev vid Varberg–Borås järnvägsbyggnad på somrarna 1878–1880, vid Statens järnvägsbyggnader 1881 och 1882–1883, ritare hos professor Magnus Isæus 1881–1882 samt nivellör vid statsbanorna Bräcke–Sollefteå och Sundsvall–Torpshammar 1882–1886. 
Blidberg återvände därefter till Göteborg, där han började arbeta för staden den 1 maj 1886, först som arbetschef vid gatu- och vägförvaltningen till 1887 och från 1888 som avdelningschef där. Han var också lärare i väg- och vattenbyggnadskonst vid Chalmers tekniska läroanstalt 1894–1906. Han blev tillfällig chef för Göteborgs spårvägar den 1 januari 1900 när staden tog över driften av dessa och innehade denna tjänst fram till den 30 september samma år när en ordinarie chef kunde tillträda.
Han blev Göteborgs stads byggnadschef den 30 juli 1906, en tjänst som han innehade till pensionen den 31 december 1925.
Figge Blidberg var 1902 en av stiftarna av Svenska kommunaltekniska föreningen och var styrelseledamot där till 1921, då han blev hedersledamot. Han var ledamot av styrelsen för Chalmersska institutet och i dess byggnadskommitté. Han satt i fem olika styrelser i Göteborg, varav byggnadsstyrelsen i 15 år och spårvägsstyrelsen i sju år.

## Familj
Figge Blidberg var son till handlanden Fredrik Blidberg och Nicoline Winberg. Han gifte sig den 18 oktober 1888 med Brita Leffler (1861–1933), dotter till handlanden Leopold Leffler och Rosa Leffler, född Wahlberg. De hade sönerna Per Gustaf och Nils Johan (1890–1935), båda civilingenjörer.
Hans bror Carl Blidberg (1867-1944) var direktör och ledamot av Göteborgs stadsfullmäktige 1905-1912.